# Tron (soundtrack)
Tron: Original Motion Picture Soundtrack is de originele soundtrack van de film Tron uit 1982, en werd gecomponeerd door Wendy Carlos. Het album werd uitgebracht op 9 juli 1982 door CBS Records, op dezelfde dag dat de film in de Verenigde Staten uitkwam.
De filmmuziek op het album bestaat uit elektronische muziek van Wendy Carlos op de Synthesizer, in combinatie op verzoek van Walt Disney Pictures werd Carlos bijgestaan door het London Philharmonic Orchestra onder leiding van dirigent Douglas Gamley. Ook speelde Martin Neery in de Royal Albert Hall Orgel. De filmmuziek werd verder voorzien het koor 'The UCLA Chorus' onder regie van Donn Weiss. De band Journey leverde ook twee nummers op het album die ze zelf ook schreven. In 1982 stond het album in de Amerikaanse Billboard 200 op plaats 135 als hoogste notering.

## Nummers
| Nr. | Titel                      | Duur |
| --- | -------------------------- | ---- |
| 1   | Creation of Tron           | 0:45 |
| 2   | Only Solutions - Journey   | 3:15 |
| 3   | We've Got Company          | 2:15 |
| 4   | Wormhole                   | 2:25 |
| 5   | Ring Game and Escape       | 2:53 |
| 6   | Water Music and Tronaction | 2:36 |
| 7   | Tron Scherzo               | 1:43 |
| 8   | Miracle and Magician       | 2:36 |
| 9   | Magic Landings             | 3:40 |
| 10  | Theme from Tron            | 1:30 |
| 11  | 1990's Theme - Journey     | 2:25 |
| 12  | Love Theme                 | 2:03 |
| 13  | Tower Music / Let Us Pray  | 3:43 |
| 14  | The Light Sailer           | 2:32 |
| 15  | Sea of Simulation          | 3:20 |
| 16  | A New Tron and the MCP     | 5:45 |
| 17  | Anthem                     | 1:36 |
| 18  | Ending Titles              | 5:10 |

Bonus (alleen op de re-released CD van Walt Disney Records)
| Nr. | Titel                                       | Duur |
| --- | ------------------------------------------- | ---- |
| 19  | Tronaction (Original Version)               | 1:29 |
| 20  | Break In (For Strings, Flutes and Celestra) | 5:34 |
| 21  | Anthem for Keyboard Solo                    | 1:09 |